# 呂号第百十潜水艦
| 画像をアップロード |                                                             |
| 艦歴               |                                                             |
| 計画               | 昭和17年度計画（マル急計画）                                |
| 起工               | 1942年8月20日                                               |
| 進水               | 1943年1月26日                                               |
| 就役               | 1943年7月6日                                                |
| その後             | 1944年2月12日戦没                                           |
| 除籍               | 1944年4月30日                                               |
| 性能諸元           |                                                             |
| 排水量             | 基準：525トン 常備：601トン 水中：782トン                   |
| 全長               | 60.90m                                                      |
| 全幅               | 6.00m                                                       |
| 吃水               | 3.51m                                                       |
| 機関               | 艦本式24号6型ディーゼル2基2軸 水上：1,000馬力 水中：760馬力 |
| 電池               | 1号15型120個                                                |
| 速力               | 水上：14.2kt 水中：8.0kt                                    |
| 航続距離           | 水上：12ktで3,500海里 水中：3ktで60海里                     |
| 燃料               | 重油：50トン                                                |
| 乗員               | 38名                                                        |
| 兵装               | 25mm機銃連装1基2挺 魚雷発射管 艦首4門 53cm魚雷8本           |
| 備考               | 安全潜航深度：75m                                           |

呂号第百十潜水艦（ろごうだいひゃくじゅうせんすいかん）は、日本海軍の潜水艦。呂百型潜水艦（小型）の11番艦。

## 艦歴
- 1942年（昭和17年）8月20日 - 川崎重工業で起工。
- 1943年（昭和18年）1月26日 - 進水
  - 7月6日 - 竣工。佐世保鎮守府籍に編入[2][3]。
  - 11月10日 - 第8潜水戦隊第30潜水隊に編入[2]。
  - 11月10日 - 佐世保を出航。24日、ペナン着[2]。
  - 12月3日 - ペナンを出航。インド洋で活動[2][4]。
  - 12月14日 - 軍需品を積んでボンベイからコロンボへ航行中の英貨物船デーズイ・モラー（Daisy Moller、4,087トン）を雷撃により撃沈[4]。
- 1944年（昭和19年）2月2日 - ペナンを出航。ベンガル湾方面で活動[2]。
  - 2月11日 - 北緯17度28分 東経83度32分 / 北緯17.467度 東経83.533度のマドラス北東200浬地点付近のベンガル湾で、コロンボからカルカッタへ向かっていたJC-36船団を発見し雷撃。英貨物船「アスファリオン」（Asphalion、6,274トン）の3番船倉と機関室に魚雷1本ずつが命中し、これを撃破[4]。
  - 2月12日 - 豪掃海艇「ローンセストン」（en:HMAS Launceston (J179)）・「イプスウィッチ」（en:HMAS Ipswich (J186)）、インド砲艦「ジャムナ」（en:HMIS Jumna (U21)）の攻撃を受け戦没。江波戸艦長以下47名全員が戦死[3]。
  - 3月15日 - ベンガル湾で亡失と認定[5]。
  - 4月30日 - 除籍

撃沈総数1隻、撃沈トン数4,087トン。撃破総数1隻、撃破トン数6,274トン。

## 歴代艦長
※『艦長たちの軍艦史』459頁による。

### 艤装員長
- 不詳

### 艦長
- 江波戸和郎 大尉：1943年7月6日 - 1944年2月12日戦死